# جامع أحاديث الشيعة
جامع أحاديث الشيعة في أحكام الشريعة، كتاب يحتوى على أحاديث فقهية، تألّف الكتاب باقتراح من حسين البروجردي ، وعلى يد جملة من تلامذته، وخاصة إسماعيل معزي الملايري.
وبدأ تأليف هذا الكتاب سنة 1370 هـ؛ وذلك من أجل سدّ النقص في كتاب وسائل الشيعة.
وبعد 10 سنوات من البدء بكتابته أُصدر الجزء الأول منه، ثم طبع الكتاب في نسختين نسخة منه يشمل 26 مجلداً، ونسخة أخرى 31 مجلدا، وترجمت النسخة الأخيرة إلى الفارسية أيضاً يقول جعفر السبحاني عن سبب التأليف: «قد رأى سيد مشايخنا المحقق البروجردي في كتاب الوسائل نقائص تحتاج إلى تأليف جامع آخر يسدُّ هذا النقص».

## هدف التأليف
لقد رأي حسين البروجردي بعض القصور والأشتباهات في كتب الحديث كوسائل الشيعة، مما جعلت البروجردي يقترح كتابة هذا الأثر الذي يشمل التصنيف المناسب، دون تكرار أو تقطيع.
فبعض أوجه القصور في وسائل الشيعة:
- تقطيع الأحاديث، حيث يجعل المجتهد أن لا يلتفت في عملية الإستنباط، لسياق صدور الحديث و القرائن التي قد توجد في النص.
- عدم ذكر الآيات المتعلقة بالأحكام في بداية الأبواب.
- قد يوجد فارق بين الحديث الأصلي والحديث الذي نقل في الوسائل نتيجةً لعدم النقل الدقيق لأحاديث الكتب الأربعة.[2][3]

## خصائص الكتاب
ذكر في مقدمة الكتاب 23 خصيصة للکتاب، ومنها:
- عدم تقطيع الأحاديث: ذكر كل حديث مع كامل سنده ومتنه في الباب المناسب له.

- جميع الروايات التي تتحدث عن مسألة فقهيةٍ واحدةٍ جمعت معا في مكان واحد.

- دمج سند الأحاديث ونصها: إذا كان هناك حديث يشترك مع حديث قبله في السند، لم يذكر المشترك فيما بينهما، ثم الاكتفاء بكتابة عبارة «بهذا الإسناد».

- في بداية الباب ذكر الآيات المتعلقة بالموضوع حسب الترتيب الذي ورد في القرآن

- الفصل بين روايات السنن والآداب والأدعية وبين أحاديث الأحكام الفقهية، وإدراجها في مجلد على حدة

- مقابلة الأحاديث المنقولة من الكتب الأربعة مع نسخها الخطية

- الشمولية: الكتاب يحتوي على جميع أبواب الفقه من الطهارة حتى الديات